# Pike Road
Pike Road è un comune degli Stati Uniti d'America situato nella contea di Montgomery dello Stato dell'Alabama.